# Peter Gabriel (I)
Peter Gabriel är ett musikalbum från 1977 av den brittiske musikern Peter Gabriel. Albumet var Gabriels solodebut efter uppbrottet med Genesis. Det var också det första av fyra med titeln Peter Gabriel. För att skilja det från de övriga kallas det ibland även Car, med anledning av att en bil avbildas på skivomslaget. "Solsbury Hill" blev den största hiten från albumet.

## Låtlista
Låtar där inget annat anges är skrivna av Peter Gabriel.
1. "Moribund the Burgermeister" - 4:20
2. "Solsbury Hill" - 4:21
3. "Modern Love" - 3:38
4. "Excuse Me" (Peter Gabriel, Martin Hall) - 3:20
5. "Humdrum" - 3:25
6. "Slowburn" - 4:36
7. "Waiting for the Big One" - 7:15
8. "Down the Dolce Vita" - 5:05
9. "Here Comes the Flood" - 5:38

## Medverkande
- Allan Schwartzberg – trummor
- Tony Levin – bas, tuba
- Jim Maelen – trummor
- Steve Hunter – gitarr
- Robert Fripp – gitarr, banjo
- Jozef Chirowski – keyboard
- Larry Fast – synthesizer, programmering
- Peter Gabriel – sång, keyboard, flöjt
- Dick Wagner – bakgrundssång, gitarr
- London Symphony Orchestra